# Étienne-Thomas de Bosnie
Étienne-Thomas ou Stefan Thomas de Bosnie (Bosnien : Stjepan Tomaš ; Serbe : Стјепан Томаш Котроманић). Décédé le 10 juillet 1461. Membre de la dynastie des Kotromanić qui règne sur la Bosnie de 1250 à 1463. Roi de Bosnie de 1443 à juillet 1461.

## Biographie

### Origine
Étienne Thomas est un fils du roi Étienne-Ostoïa, qui meurt en 1418, et d'une maitresse anonyme. Il est un enfant doublement adultérin, car son père et sa mère étaient mariés à l'époque de sa naissance, il est élevé comme membre de l'Église bosnienne, dont ses parents sont les fidèles Étienne Ostojić, seul fils légitime connu d'Ostoja et son successeur est déposé par Tvrtko II en 1421. Thomas comme son frère ainé et illégitime Radivoj tentent sans succès de contester le pouvoir de Tvrtko avec l'appui de l'empire ottoman. Ostoja a été le seul roi non catholique de Bosnie et membre de l'Église bosnienne ; et c'est pour cette raison que Thomas est lui aussi un partisan de cette église.
Les relations familiale d'Ostoja et ensuite de Thomas et de Radivoj avec Tvrtko II et le reste de la maison des Kotromanić sont incertaines. Dans une charte promulguée lors de son accession, Thomas présente Tvrtko II comme son patruus, un terme latin qui signifie « oncle paternel » lorsqu'on l'utilise comme nom mais « fils de l'oncle paternel » si on l'utilise comme adjectif. L'incertitude est cependant éclaircie par une charte d'Ostoja lorsqu'il fait référence à Tvrtko I, le père Tvrtko II, comme un « frère défunt ». L'historien Dominik Mandić note que, si des cousins peuvent éventuellement se présenter comme des frères, il est très improbable qu'une personne se présente son père comme son frère. Mandić en conclut que Thomas était un cousin germain en ligne paternelle de Tvrtko II.

### Accession au trône
Herman II de Celje, descendant des Kotromanić en ligne féminine qui a obtenu d'être reconnu comme héritier présomptif par Tvrtko II sans enfant, meurt en 1435. Le souverain disparaît lui-même en novembre 1443 et la couronne de Bosnie revient alors à Thomas, bien que Radivoj, n'ait jamais renoncé à ses prétentions. Le royaume de Hongrie, suzerain nominal du royaume de Bosnie, est lui aussi troublé par une querelle de succession entre les partisans du petit-fils de Hermann II, Ladislas V, et ceux de Ladislas Jagellon.
Thomas est sans doute désigné comme héritier par Tvrtko II lui-même, comme le premier le souligne en confirmant une charte du second, sans doute parce que le vieux roi souhaitait s'assurer que le trône échappe à son rival Radivoj. Comme la transmission du trône intervient sans difficulté il semble bien que Tvrtko ait favorisé l'accession de Thomas. Le seul partisan de Radivoj est le puissant grand-duc de Bosnie Stjepan Vukčić Kosača, qui ne participe pas à l'élection de Thomas. Une des premières taches de Thomas dès le début de 1444, est de récupérer la riche cité minière de Srebrenica, dont s'est emparé le despote de Serbie Đurađ Branković.
La première femme de Thomas est Vojača, qu'il a épousée selon les rites de l'Église bosnienne avant de devenir roi. Elle est la mère de son fils ainé Étienne Tomašević. Après son accession au trône, la noblesse soulève le problème de son origine modeste, et Thomas est contraint de la répudier. Le pape Eugène IV lui accorde facilement l'annulation de son mariage le 29 mai 1445, considérant qu'il n'était pas valable selon les règles de l'Église catholique, en même temps qu'il légitime sa naissance et le reconnaît comme roi de Bosnie.

### Guerre civile
Une guerre civile éclate entre le roi et le grand-duc peu après l'accession au trône du premier. La papauté s'active afin de constituer une puissante contre-offensive contre l'Empire ottoman, mais les envoyés du pape auprès du roi et du grand-duc échouent à obtenir leur pleine participation à l'expédition de Varna du fait de leur conflit interne. Ladislas III Jagellon est tué lors de la bataille de Varna le 10 novembre 1444, laissant Ladislas Ier de Bohême roi incontesté de Hongrie. Jean Hunyadi, régent du roi mineur Ladislas Ier, reconnaît formellement Thomas comme roi de Bosnie. Jean Hunyadi lui envoie des troupes, alors que le grand-duc reçoit de son côté un appui militaire des Ottomans et de leur vassal, Đurađ Branković
Thomas est converti à la foi de l'Église catholique par Thomas de Hvar au début de 1446, mais il n'est pas baptisé avant la fin de la décennie 1450 quand le cardinal Juan Carvajal lui est envoyé pour présider la cérémonie.
Un grand nombre de nobles de Bosnie suivent l'exemple du roi bien que nombre d'entre eux retournent ensuite à l'Église bosnienne. Même le grand-duc Stjepan promet d'abandonner l'Église bosnienne pour devenir un catholique romain mais il ne le fait jamais. La guerre civile entre lui et le roi se termine à cette époque par un statu quo ante bellum et un retour aux anciennes frontières de leurs territoires respectifs 
Dans le contexte de l'accord de paix, de Milodraž le 26 mai, Thomas épouse la fille de son ancienne ennemie Catherine, qui avait rejoint l'Église catholique afin de pouvoir devenir reine. L'union dut avoir lieu vers 1445, quand le roi demande au pape d'annuler son premier mariage. Le couple fait édifier un grand nombre d'églises et de monastères franciscains.

### Conflits avec la Serbie
Les Ottomans qui souhaitaient affaiblir la Bosnie en encourageant ses divisions internes sont dépités par la fin de la guerre civile. Il en est de même de Đurađ Branković, allié traditionnel de la maison de Kosača, du fait de son conflit avec Thomas pour la possession de Srebrenica. Après que la cité ait changé deux fois de mains entre 1444 et 1446, le roi et le Despote s'accordent finalement pour que ses revenus soient partagés entre eux, et que les monnaies soient frappées avec le nom d'un souverain sur une face et celui de l'autre à l'avers.
En 1448, Stjepan Vukčić Kosača tente de ressouder ses relations avec Đurađ Branković en proclamant son indépendance vis-à-vis de son gendre, Thomas, abandonnant son titre de grand-duc de Bosnie et se dénommant lui-même d'abord duc de Hum puis duc de Saint-Sava. Lorsque la guerre éclate de nouveau entre Thomas et Đurađ Branković la même année, le beau-père du roi soutient le Serbe ; Srebrenica est alors conquise avec la totalité des rives de la Drina. La ville est reprise par les armées de Thomas brièvement en 1449, mais l'alliance des Serbes et de l'empire ottoman oblige le roi à accepter sa perte.
En avril 1456, le roi Thomas refuse d'abandonner aux Ottomans des villes stratégiques et leurs attaques deviennent plus fréquentes. Đurađ Branković meurt la même année. Son fils et successeur, Lazare, décédant à son tour en 1458, Thomas saisit l'occasion pour réclamer Srebrenica, ainsi que onze autres villes situées sur la rive gauche de la Drina. En 1459, il conclut la paix avec la veuve de Lazare, Helèna Palaiologina, la Despote de Serbie, et négocie l'union de son fils ainé, Étienne Tomašević, avec la fille ainée et héritière de Lazare, Maria Branković.
Il favorise ainsi l'accession de son fils comme Despote de Serbie, mais il juge nécessaire d'adresser un message d'excuses à Francesco Sforza, duc de Milan, avec qui il avait précédemment envisagé le mariage de son fils avec une fille du duc. Le règne de Étienne Tomašević en Serbie est très bref : le 20 juin 1459, les Ottomans conquièrent Smederevo et annexent la Serbie. Les Hongrois accusent, vraisemblablement sans fondement, Thomas de leur avoir vendu Smederevo.

### Persécution religieuse
Contrairement aux autres États des européens de cette époque, la politique en Bosnie n'est pas dominée par l'intolérance religieuse. Les choses changent en 1459, lorsque la menace ottomane et, en partie hongroise, se font plus présentes. La couronne Bosnienne se tourne alors vers le Vatican. Le roi Thomas réclame l'aide du pape Pie II, mais le pontife lui répond qu'il ne pourra pas lui porter secours tant que l'Église bosnienne tolérera la présence d'hérétiques. La décision que prend alors Thomas fait de lui le premier souverain de Bosnie à persécuter ses sujets du fait de leur conviction religieuse, une politique réclamée depuis longtemps par le pape aux souverains de Bosnie. En 1459, Thomas impose au clergé de l'Église bosnienne de se convertir ou de quitter son royaume. Les exilés se retirent alors dans les territoires contrôlés par son beau-père et le roi procède à la confiscation de vastes propriétés qui sont attribuées aux monastères de l'Église catholique romaine. La persécution réussit ainsi à détruire l'Église bosnienne avant la fin du règne de Thomas.

### Mort et succession
Le roi Thomas meurt le 10 juillet 1461. Selon une légende, il est assassiné par son frère Radivoj et son fils Étienne Tomašević; l'historien Vjekoslav Klaić estime qu'il meurt plus surement de maladie, car le roi avait fait réclamer un médecin à la république de Raguse le 8 juin. Étienne Tomašević lui succède et règne jusqu'en 1463, quand les Ottomans le font exécuter avec Radivoj et mettent fin à l'indépendance de la Bosnie.
Le roi Thomas est inhumé dans le mausolée de Bobovac. En se référant à l'état de sa dentition l'anthropologue Živko Mikić conclut qu'il devait être âgé d'environ une cinquantaine d'années.

### Famille
Le fils d'Étienne-Ostoïa, contracte deux unions : 
il épouse d'abord Vojača qu'il répudie en 1445, dont 
- Étienne Tomašević, roi de Bosnie mort en 1463.

il se remarie le 26 mai 1446 avec Catherine Kosača, (née vers 1425 à Blagaj, Bosnie, décédée le 25 novembre 1478) à Rome, dont 
- Sigismond de Bosnie (Sigismund Tomašević)
- Catherine de Bosnie